# Jósa János
Jósa János (18. század eleje – Szatmár, 1768. január 5.) Jézus-társasági áldozópap, tanár és hitszónok.

## Életútja
Mint udvarhelyi plébános lépett a rendbe s a novíciátust 1730-31-ben Trencsénben töltötte; azután gimnáziumi tanár volt 1733-ban Udvarhelyt, 1734-ben Patakon, 1736-ban Szatmárt, 1737-ben Ungvárt; ünnepi szónok és hittérítő 1738-41-ben Vásárhelyt, 1752-ben egyházfőnök Egerben. 1743-ban vasárnapi hitszónok, 1744-ben ugyanaz Kolozsvárt, 1744 és 1754 között hittérítő Magyarországon és Erdélyben. 1758-59-ben lelki atya volt Vásárhelyt, 1760-1761-ben ugyanaz Patakon, 1762-ben hittérítő s hitoktató Vásárhelyt, 1763-65-ben hittérítő és vasárnapi hitszókok Kolozsvárt, 1767-68-ben Udvarhelyt a kongregáció elnöke és plébános.
Kézirati munkája: Az apostoli szent Missio mivoltának leírása Jósa János és Henter Mihály J. T.-beli szerzetesek által, Kolozsvárt 1748. (Ívrét 30 levél, a Magyar Nemzeti Múzeum kézirattárában.)